# دانشگاه هنر ایسلند
دانشگاه هنر ایسلند (به لاتین: Iceland University of the Arts) یک دانشگاه در ایسلند است که در ریکیاویک واقع شده‌است.